# Imagin (animación)
Imagin Co., Ltd (イマジン株式会社 Imajin kabushiki gaisha?) es un estudio de anime japonés situado en Nerima, Tokio, Japón. La empresa fue fundada el 15 de junio de 1992 por Akio Sakai, el actual presidente, que había trabajado anteriormente para Mushi Production, y Madhouse.

## Colaboraciones
- Eureka Seven (animación intermedia)
- Eyeshield 21 (animación, acabado en la animación)
- Hit wo Nerae! (producción de la animación)
- Love Love? (producción de la animación, planeación)
- Moonlight Lady (producción de la animación)
- Mushishi (animación intermedia)
- One Piece: Omatsuri Danshaku to Himitsu no Shima (asistente de producción)
- Rizelmine (producción de la animación)
- Spice and Wolf (producción de la animación)
- Strawberry Panic! (cooperación en la producción de la animación)
- SWAT Kats: The Radical Squadron (trabajo en colaboración con EE. UU.-Japón)
- The Cosmopolitan Prayers (producción de la animación)